# Zestoa
Zestoa en basque (prononcer « Sèchetoa »,Cestona en espagnol) est une commune du Guipuscoa dans la communauté autonome du Pays basque en Espagne.

## Quartiers
La population de Zestoa vit approximativement pour 60 % d'entre elle dans le noyau urbain de Zestoa, tandis que les 40 % restants vivent dispersés sur le territoire municipal dans certains des nombreux quartiers qui composent la commune. Les données de population correspondent à 2005.
- Aizarna : 196 habitants.
- Akua : 83 habitants.
- Arrona d'Abajo (Arroa Bekoa ou Arroabea en basque) : 354 habitants.
- Arrona de d'En haut (Arroa Goikoa ou Arroagoia en basque) : 228 habitants.
- Bedua : 11 habitants.
- Endoya (Endoia en basque) : 26 habitants.
- Etorra : 34 habitants.
- Ibañarrieta : 20 habitants.
- Iraeta : 107 habitants.
- Lasao : 63 habitants.
- Narrondo : 65 habitants.
- Txiriboga : 58 habitants.

## Patrimoine

### Patrimoine civil

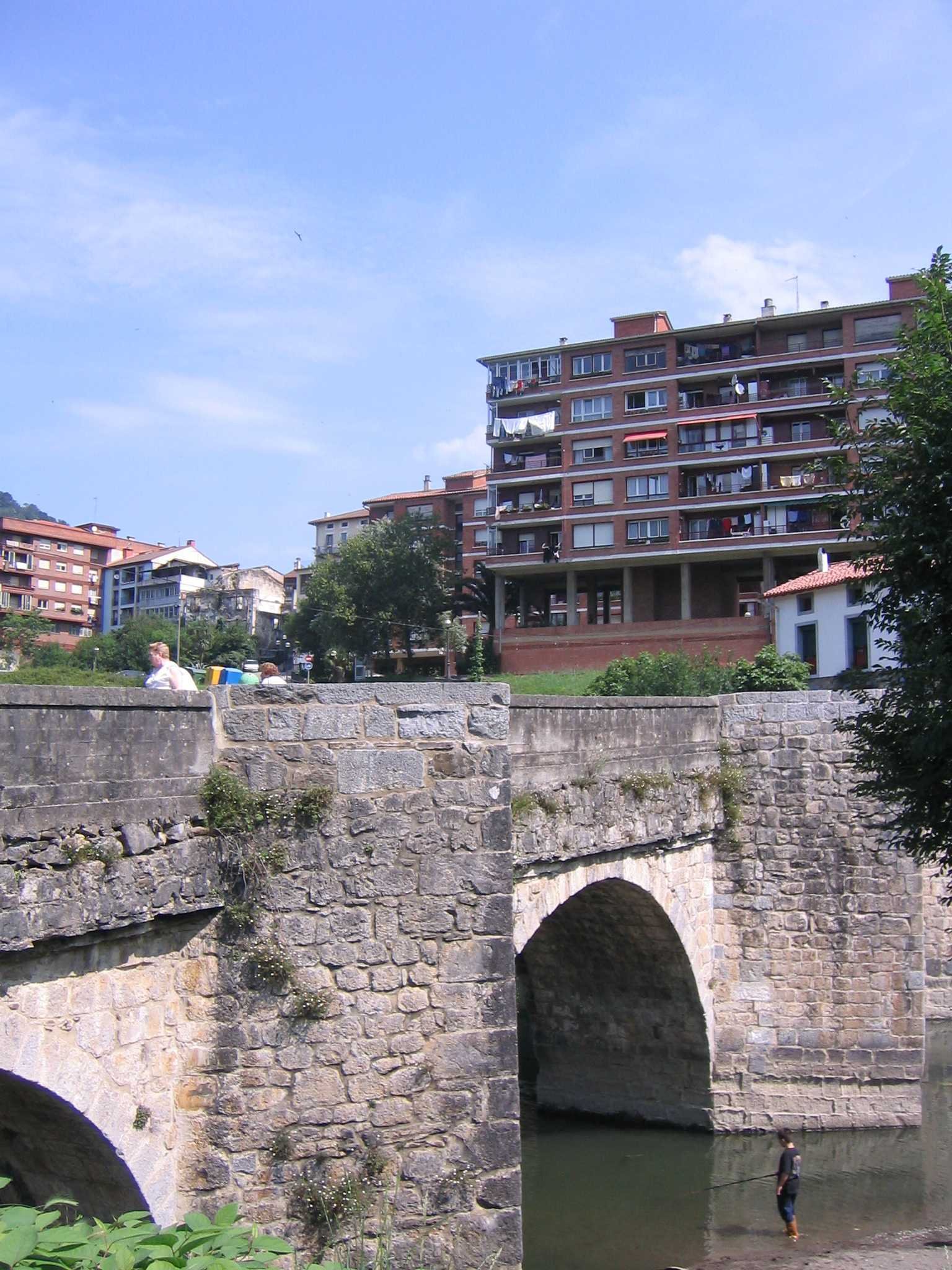
Pont sur le rio Urola.

Cette localité a été particulièrement célèbre par sa station thermale, dans la première moitié du XXe siècle.
A Ekain se trouve Berri, inauguré en 2008, un musée avec une reproduction à l'échelle de l'intérieur de la grotte d'Ekain (cueva de Ekain). La grotte d'Ekain, fermée au public, possède un important échantillon d'art rupestre du Châtelperronien (paléolithique supérieur) et a été déclarée Patrimoine de l'humanité en 2008. La grotte d'Ekain se trouve à seulement 1,5 km du village de Zestoa, mais il est placé dans le territoire municipal de Deva. La reproduction a été construite, toutefois, dans les alentours de la grotte, mais dans le territoire de Zestoa.
Le bâtiment de la mairie date de 1601.

## Personnalités liées à la commune
- Narciso Balenciaga (1906-1935) : peintre.
- Manuel Olaizola, Uztapide (1909-1983) : Bertsolari et écrivain en langue basque.
- José Manuel Ibar, Urtain (1943-1992) : boxeur. Champion d'Europe des poids lourds en 1970 et entre 1971 et 1972.
- Jesús Eguiguren (en) (1954) : dirigeant du PSE-EE/PSOE.
- Pío Baroja exerça comme médecin à Zestoa avant de se consacrer à l'écriture.

### Sources
- (es) Cet article est partiellement ou en totalité issu de l’article de Wikipédia en espagnol intitulé « Cestona » (voir la liste des auteurs).